# علي بن الفضل
علي بن الفضل الخنفري (ت. 28 أكتوبر 915 - 303 هجرية) هو أبو الفتح علي بن الفضل الخنفري أو الجدني الحميري داعي إسماعيلي ومؤسس دولة القرامطة في اليمن

## النسب واعتناقه الإسماعيلية وسفره إلى اليمن
ينحدر علي بن الفضل من قبيلة سبأ من قرية صهيب بالقرب من جيشان (قتبان). وأثناء حجه إلى مكة وكربلاء، فإن الشاب الشيعي جنده داعي إسماعيلي، حوالي سنة 880، واصطحبه إلى مركز الدعوة الإسماعيلية بالعراق (غالباً بلدة كلوذة). وهناك تقرر أن يصبح ابن فضل ومعه ابن حوشب (المعروفة سيرته)، إلى اليمن لنشر الدعوة الإسماعيلية في «جزيرة» أخرى للإسماعيلية. وفي أواخر مايو أو مطلع يونيو، ذهبا إلى الكوفة، ومن هناك غادرا إلى اليمن في قافلة توقفت في مكة في أغسطس. وواصلا السفر إلى صنعاء إلى مدينة عدن، حيث تنكرا كتاجرا قطن واستأجرا محلاً.

## رفض ابن فضل للفاطميين
حين انفصل القرامطة عن الفاطميين في 899، اتبع الداعيان اليمنيان عبيد الله المهدي، الذي ظهر في السلمية ولاحقاً انتقل إلى إفريقيا (بدلاً من اليمن. إلا أنه في نهاية 911، افترق علي بن الفضل عن سيده القصي وانقلب على زميله الأكبر، ابن حوشب. سبب الخلاف الذي أضعف الإسماعيلية، كان عدم الرضا والمخاوف التي ثارت حول صدق الدعوة الفاطمية، الذي أصبح «خليفة» في ذلك الوقت.